# Boncodfölde
Boncodfölde is een plaats (község) en gemeente in het Hongaarse comitaat Zala. Boncodfölde telt 244 inwoners (2001).

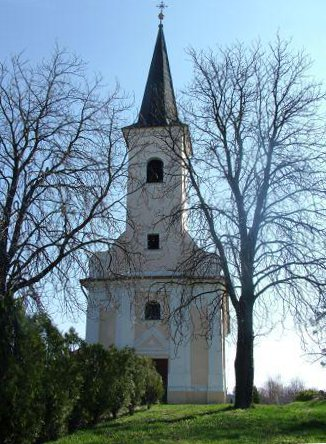
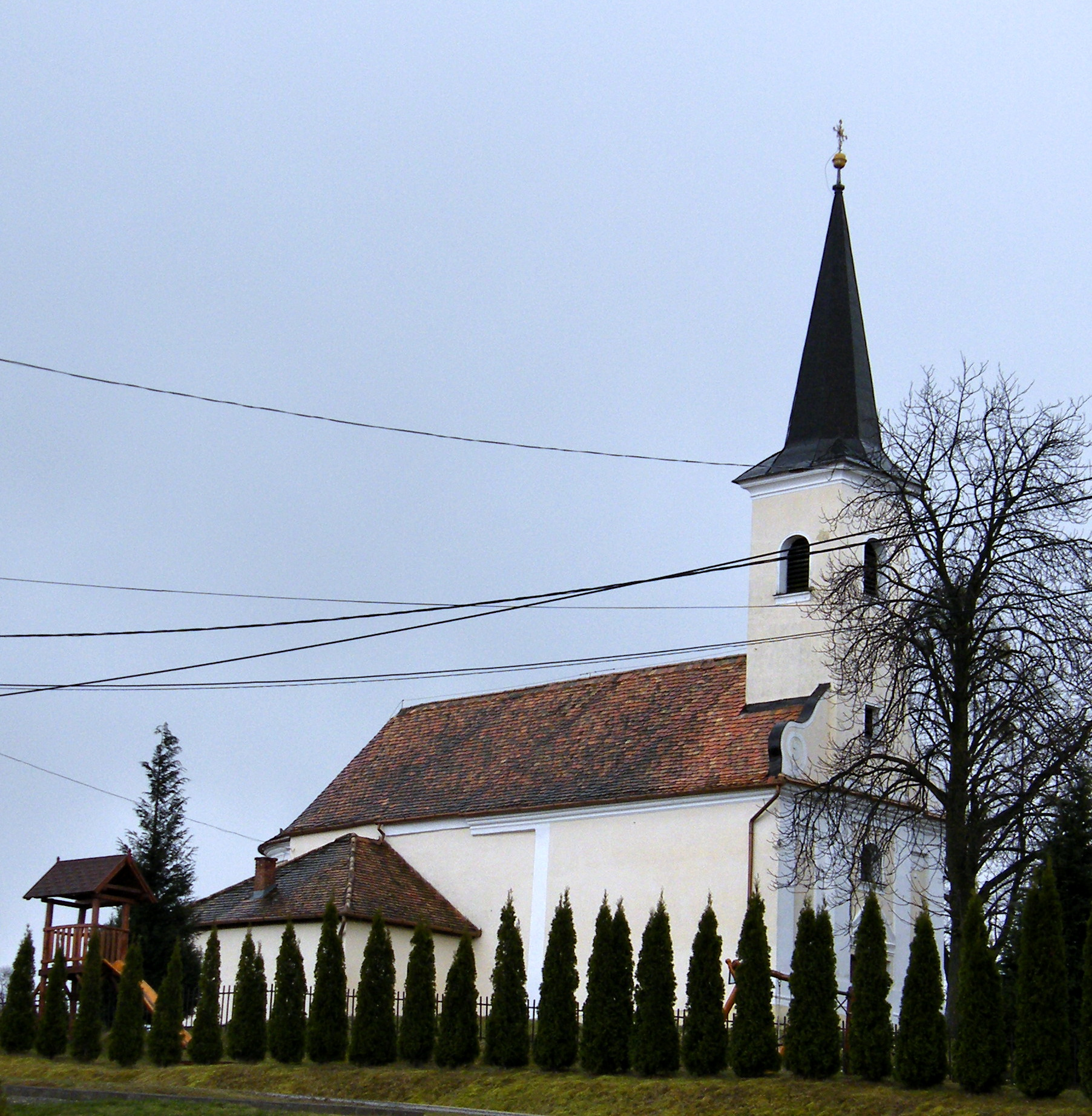